# Iwan Hrobelski
Iwan Hrobelskyj, ukr. Іван Гробельський; pol. Jan Hrobelski (ur. 19 stycznia 1859 w Pruchniku, zm. 16 kwietnia 1926 we Lwowie) – greckokatolicki duchowny i polityk ukraiński, poseł do austriackiej Rady Państwa.

## Życiorys
Był synem Michała, kuśnierza prowadzącego swój warsztat w Pruchniku w powiecie jarosławskim. Ukończył szkołę ludową w rodzinnej miejscowości a następnie gimnazjum w Przemyślu (1881) Po otrzymaniu w 1882 otrzymał święceń kapłańskich studiował teologię  w Instytucie św. Barbary i na Wydziale Teologii Uniwersytetu Wiedeńskiego, dr teologii (1883). Profesor Seminarium Archidiecezjalnego we Lwowie (1884–1887) oraz adiunkt Wydziału Teologii Uniwersytetu Lwowskiego (1885–1886). Profesor teologii pastoralnej w Seminarium Diecezjalnym w Przemyślu (1888). Referent konsystorialny w Konsystorzu biskupstwa w Przemyślu (1889–1892). członek Komisji Egzaminacyjnej dla nauczycieli i nauczycielek szkół ludowych w Przemyślu (1890–1893). Kanonik gremialny (grudzień 1893 – 19 grudnia 1909) i kustosz (19 grudnia 1908 – 16 kwietnia 1926) kapituły diecezjalnej w Stanisławowie. Był także radcą i referentem Konsystorza biskupiego w Stanisławowie (1895–1926).
W latach 1886–1914 członek Rady Nadzorczej Towarzystwa Wzajemnego Kredytu „Dniestr” (Товариство взаємних обезпечень „Дністер“). Członek honorowy Towarzystwa „Proświta” (Товариство „Просвіта”).
Poseł do austriackiej Rady Państwa w IX kadencji (27 marca 1897 – 29 września 1898), z kurii powszechnej w okręgu 14 (Kołomyja-Nadwórna-Bohorodczany-Kossów-Śniatyń). Należał do klubu słowiańskich chrześcijańskich narodowców (Der Slavisch christlichnationale Verband) grupującego posłów greckokatolickich. Po jego rezygnacji z powodów zdrowotnych z mandatu objął go od 25 października 1898 Stefan Moysa-Rosochacki.
Po wybuchu I wojny uciekając przed wojskami rosyjskimi i opiekując się grupą alumnów seminarium duchownego w Stanisławowie przebywał w rzymskokatolickim seminarium archidiecezjalnym w Kromieryżu na Morawach (1914–1915). Powrócił wraz z nimi po odbiciu Stanisławowa przez armię austro-węgierską pod koniec 1915.
Pochowany na Cmentarzu Łyczakowskim we Lwowie.